# Selbstversicherung
Selbstversicherung (englisch self-insurance) ist in der Betriebswirtschaftslehre der teilweise oder vollständige Verzicht eines Risikoträgers auf den Risikotransfer seiner marktüblich versicherbaren Geschäftsrisiken an Versicherungsunternehmen, weil beim Risikoträger die Möglichkeit einer Risikokompensation vorhanden ist.

## Allgemeines
Es gibt drei Möglichkeiten, wie ein Risikoträger mit Geschäftsrisiken umgehen kann: die Versicherung durch Versicherungsunternehmen, Selbstversicherung durch Eigenversicherung oder Nichtversicherung.
Die Selbstversicherung versucht, einen Ausgleich zwischen den vielen Einzelrisiken eines Unternehmens zu schaffen, indem ein unternehmensinterner Fonds gebildet wird, in den nach versicherungsmathematischen Grundsätzen berechnete Risikoprämien und Sicherheitszuschläge eingezahlt und aus dem die auftretenden Schäden beglichen werden. Voraussetzung hierfür ist eine Vielzahl gleichartiger Risiken sowie die Zufälligkeit und Unabhängigkeit des Eintritts von Schäden.
Unter diesen Rahmenbedingungen gründeten Industrieunternehmen in den USA so genannte Eigenversicherer (englisch Captive Insurance Companies, CIC). Als erster gründete im Jahre 1955 der Stahlhersteller Youngstown Sheet and Tube Company in Youngstown (Ohio) die Tochtergesellschaft Steel Insurance Company of America, welche die industriellen Risiken ihrer Muttergesellschaft versicherte. Sie wurde fortan als von der Muttergesellschaft „gefangene“ (englisch captive) – da abhängige – Gesellschaft bezeichnet.
In Deutschland entstanden unter anderem 1972 die Pallas Versicherung AG (für die Bayer AG) und 1974 die Hoechst Versicherungs-AG (für die ehemalige Hoechst AG).

## Voraussetzungen
Um eine funktionierende Selbstversicherung organisieren zu können, muss zunächst eine eingehende Risikoanalyse stattfinden. Diese hat Schadenursachen, Schadenhäufigkeit, Schadenhöhe, Streufaktoren (vgl. Kumul) und risikoausgleichende Effekte zu ermitteln. Nur wenn aufgrund einer entsprechend großen Zahl ein interner Risikoausgleich innerhalb eines längeren Zeitraums stattfinden kann, sind die Voraussetzungen für eine Selbstversicherung gegeben. Fehlt es an solchen risikotechnischen Ausgleichsmöglichkeiten und werden entsprechende versicherbare Risiken dennoch nicht versichert, handelt es sich nicht um Selbstversicherung, sondern um Nichtversicherung.
Versicherungen unterliegen in der Regel der Versicherungsaufsicht, die in Deutschland von der Bundesanstalt für Finanzdienstleistungsaufsicht (BaFin) wahrgenommen wird. Ausnahmsweise sind jedoch einige Formen der Selbstversicherung von der gesetzlichen Versicherungsaufsicht befreit. Aufsichtsfrei sind neben der internen Selbstversicherung auch betriebliche Unterstützungskassen (§ 3 Abs. 1 Nr. 1 VAG) und bestimmte kommunale Schadensausgleiche (§ 3 Abs. 1 Nr. 4 VAG). Fast alle übrigen Formen der Selbstversicherung unterliegen der Versicherungsaufsicht des BaFin.

## Formen
Risikoträger, welche die Möglichkeit der Selbstversicherung wahrnehmen können, sind Unternehmen und Bereiche der öffentlichen Hand, weil sie größenbedingt imstande sind, einige versicherbare Risiken durch risikoausgleichende Faktoren selbst zu tragen. So können beispielsweise Exporteurrisiken eines Unternehmens mit Importeurpositionen gegenüber dem gleichen Staat in der gleichen Fremdwährung ausgeglichen werden. Auch Netting oder Clearing stellt eine Art Selbstversicherung dar, weil hierbei korrespondierende Positionen ausgeglichen werden können. Bei natürlichen Personen ist die Wahrscheinlichkeit, dass risikoausgleichende Faktoren bestehen, sehr gering.

### Interne Selbstversicherung
Eine Selbstversicherung kann unterschiedlich organisiert werden. Wird sie vom Risikoträger selbst (etwa in einer besonderen Abteilung eines Unternehmens) durchgeführt, handelt es sich um eine interne Selbstversicherung. Dabei liegt wirtschaftlich eine Versicherung vor, weil die Risikotragung durch eine Zusammenfassung vieler ausgleichsfähiger Einzelrisiken geplant ist. Pensionsrückstellungen sind ein typisches Beispiel einer internen Selbstversicherung, weil der Arbeitgeber die Finanzierung rechtsverbindlicher Pensionszusagen und Zuführungen zur Pensionsrückstellung auf versicherungsmathematischen Gutachten aufbaut und entsprechende Vermögenswerte schafft. Die interne Selbstversicherung ist allerdings keine Versicherung im Rechtssinne, weil es an einer vertraglichen Grundlage (Versicherungsvertrag) mangelt; deshalb bleibt sie aufsichtsfrei. Selbstversicherung können Unternehmen auch durch Verrechnung kalkulatorischer Wagnisse vornehmen. Das allgemeine Unternehmerwagnis ist nicht versicherbar.

### Externe Selbstversicherung
Sofern ein rechtlich selbständiges Unternehmen (Selbstversicherungsunternehmen) gegründet wird, liegt externe Selbstversicherung vor. Sie beruht auf einem gegenseitigen Vertrag, der alle Merkmale eines Versicherungsvertrags umfasst. Hierin räumt das Selbstversicherungsunternehmen dem Vertragspartner gegen Zahlung eines Entgelts einen Rechtsanspruch auf eine vermögenswerte Leistung für den Fall des Eintritts eines ungewissen Ereignisses („Versicherungsfall“) ein, wobei ein Risikoausgleich auf der Grundlage des Gesetzes der großen Zahl beabsichtigt ist. Hierzu gehören betriebliche Pensionskassen, betriebliche Unterstützungskassen (wenn sie rechtlich selbständig sind und Rechtsansprüche gewähren), kommunale Schadenausgleiche sowie Captive Insurance Companies aller Art. Die externe Selbstversicherung ist meist auch rechtlich eine Versicherung und daher aufsichtspflichtig.

## Selbstversicherungsgrundsatz (Selbstdeckung)
Der Selbstversicherungsgrundsatz der öffentlichen Hand ergibt sich aus den §§ 7 und 34 LHO (Haushaltsgrundsätze der Sparsamkeit und Wirtschaftlichkeit), wonach ein Bundesland seine Risiken an Personen, Sachen und Vermögen allgemein nicht versichert, sondern eventuell auftretende Schäden direkt aus seinen Haushaltseinnahmen deckt. Damit ist die Risikovorsorge der öffentlichen Hand vom Grundsatz der Nichtversicherung geprägt. Die Eigendeckung der öffentlichen Hand wird fälschlich als Selbstversicherung bezeichnet, wenn sie unter Verzicht auf Fremdversicherung im Schadensfall die entstehenden Kosten aus Haushaltsmitteln deckt. Genau genommen handelt es sich hierbei meist um Nichtversicherung, weil risikoausgleichende Effekte weitgehend nicht vorhanden sind. Das gilt auch für die Selbstbeteiligung (oder Selbstbehalt), weil für den überwiegenden Teil eine Versicherung vorhanden ist und der Selbstbehalt im Schadensfalle vom Versicherten selbst zu tragen ist.
Für Bund und Länder ist es häufig günstiger, im Schadensfall entstandene Kosten aus laufenden Haushaltseinnahmen zu tragen, anstatt den Haushalt mit hohem Prämienaufwand für den Versicherungsschutz zu belasten. Das Selbstversicherungsprinzip des Bundes besagt, dass das Ausfallrisiko für Bundeseigentum vom Bund selbst getragen wird und dass grundsätzlich keinerlei sonstige Risiken des Bundes durch eine Versicherung abgedeckt werden. Auch hier liegt Nichtversicherung vor. Es wird davon ausgegangen, dass die öffentliche Hand die Risiken aufgrund ihrer Größe und Struktur besser selber tragen kann als sich zu versichern oder durch Risikotransfer auf einem entgeltlichen Weg auf Dritte zu übertragen. Wie die Altersvorsorge bei Beamten zeigt, steigt die Effizienz von Selbstversicherungssystemen mit zunehmender Fallzahl in größerem Planungshorizont kontinuierlich an. Diese Form der Nichtversicherung wird oft als Selbstversicherung bezeichnet, der Begriff ist jedoch in den meisten Fällen unzutreffend. Selbstversicherung ist der bewusste Verzicht eines Risikoträgers auf eine versicherungsvertragliche Risikoabsicherung, wenn ein ausreichender interner Risikoausgleich vorhanden ist. Eigendeckung liegt vor, wenn Haushaltsmittel als Rückstellung für eine Risikovorsorge verwendet werden. Allerdings erschwert die föderale Gliederung das Selbstversicherungsprinzip, das Problem kann durch eine Poolregelung wie beim kommunalen Schadensausgleich KSA gelöst werden.
Ausnahmen bestehen bei Versicherungszwang durch Gesetz (Pflichtversicherung) oder Ortsstatut oder bei drohenden finanziellen Schäden, die zu einer Überforderung des Haushalts führen könnten (insbesondere bei der Feuerversicherung). Der Selbstversicherungsgrundsatz erfordert aus bilanzrechtlicher Perspektive die Bildung einer Rückstellung für etwaige Schadensfälle, damit es bei größeren Schadenstragungen nicht zu einer Überlastung der Haushalte kommt.
Der kommunale Schadensausgleich ist über nicht rechtsfähige Vereine organisiert und funktioniert für anfallende Schäden nach dem Umlageprinzip. Die Mitgliedskommunen „versichern“ über den kommunalen Schadensausgleich ihre Risiken aus Haftpflichtschäden und anderen Risiken durch Bündelung, sodass im Schadensfalle der Gesamtschaden durch alle Mitglieder solidarisch getragen wird und somit eine wirksame Haushaltsabsicherung erzielt werden kann. Der kommunale Schadensausgleich ist kraft Gesetzes ausdrücklich von der Versicherungsaufsicht befreit. Auch der kommunale Schadensausgleich ist unter wirtschaftlichen Aspekten eine Nichtversicherung, weil keine risikoausgleichenden Effekte vorhanden sind.

## Wirtschaftliche Aspekte
Durch eine funktionierende Selbstversicherung kann eine sorgfältigere Arbeits- und Produktionsweise in einem Unternehmen erreicht werden, weil etwaige Schäden nicht durch Versicherer gedeckt werden, sondern zu Lasten des Gewinns selbst zu tragen sind. Der normalerweise bei Versicherungen bestehende Moral Hazard entfällt damit weitgehend. Die Selbstversicherung vermindert die Fixkosten, weil entsprechende Versicherungsprämien entfallen; sie kann jedoch zur Ergebnisvolatilität beitragen, wenn Schäden auftreten, die nicht durch entsprechenden Risikoausgleich gedeckt werden können. Im öffentlichen Sektor kann der Selbstversicherungsgrundsatz dazu führen, dass Gebietskörperschaften versuchen, Schadenstragungen selbst in Fällen abzuwehren, wo Versicherungen aufgrund ihrer Versicherungsbedingungen bereits zahlen würden. Dadurch werden Bürger oder Unternehmen geschädigt und auf den Klageweg verwiesen.
Durch Selbstversicherung verlieren die Versicherungsunternehmen zwar Ertragspotenziale (fehlende Versicherungsprämien), doch werden sie bei Schadenspotenzialen entlastet.